# Gorło
Gorło [ˈɡɔrwɔ] es un pueblo ubicado en el distrito administrativo de Gmina Stare Juchy, dentro del Distrito de Ełk, Voivodato de Varmia y Masuria, en Polonia del norte.
Se encuentra aproximadamente a 4 kilómetros al noreste de Stare Juchy, a 16 kilómetros al noroeste de Ełk, y a 114 kilómetros al este de la capital regional Olsztyn.